# Útikalauz (Asimov)
Az Útikalauz Isaac Asimov tudományos esszékötete. A könyv szerkezetében különbözik a hagyományos irodalmi művektől, mivel az információt – a feltételezett olvasók által feltett kérdésekre adott – válaszok formájában közli. Mint Asimov más tudományos munkái, az „Útikalauz” is az alapokkal kezdődik, (a modern olvasó számára) viszonylag egyszerű kérdések megválaszolásával a Földről – lapos-e, forog-e, a világ közepe-e, stb...
Aztán a kérdések nagyjából áttekintik a csillagászat fejlődését és bevezetnek a bonyolultabb témákba a bolygók keringésétől kezdve a csillagok kialakulásáig és a kvazárok és fekete lyukak jellemzéséig.

## Tartalom
Bevezetés
1. Milyen alakja van a Földnek?
2. Mekkora a Föld?
3. Ha a Föld gömb alakú, miért nem csúszunk le róla?
4. Mozog-e a Föld?
5. Ha felugrunk, miért nem esünk máshova vissza?
6. Mitől fúj a szél?
7. Miért melegebb a nyár, mint a tél?
8. Hogyan mérjük az időt?
9. Hogyan mérjük a napnál rövidebb időszakokat?
10. Milyen idős a Föld?
11. Hogyan határozták meg a Föld korát?
12. Mi a tömeg?
13. Mennyi a Föld tömege?
14. Mi a sűrűség?
15. Igaz, hogy a Föld üreges?
16. Milyen valójában a Föld belseje?
17. Mozognak-e a kontinensek?
18. Mi okozza a földrengéseket, vulkánkitöréseket?
19. Mi a hő?
20. Mi a hőmérséklet?
21. Hogyan mérjük a hőmérsékletet?
22. Mi az energia?

...
111. Van-e olyan anyag az univerzumban, amit nem látunk?

## Magyarul
- Útikalauz. Elmélkedések a Föld és az űr titkairól; ford. Novák Zsófia; Új Vénusz, Bp., 1992